# Mystras

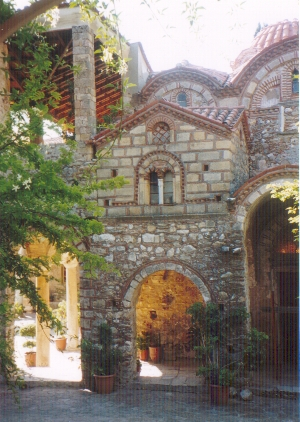
Kostel v Mystrasu

Mystras bylo byzantské město, jehož počátky sahají do 13. století. Leží severovýchodně od Sparty, v předhůří pohoří Taygetos. Dnes je město již zaniklé, avšak budovy jsou stále dobře zachované a tvoří významnou archeologickou oblast často vyhledávanou turisty. Od roku 1989 je celá archeologická lokalita Mystras zapsána na Seznamu světového dědictví UNESCO.